# Merle Barth
Merle Barth (Waldbröl, Alemania, 21 de abril de 1994) es una futbolista alemana. Juega de defensa central o lateral, o centrocampista y su equipo actual es el Deportivo de la Coruña de la Primera Iberdrola de España. Ha sido internacional en las categorías inferiores de Alemania. Ganó la Copa de la Reina con el Atlético de Madrid en 2023.

## Trayectoria

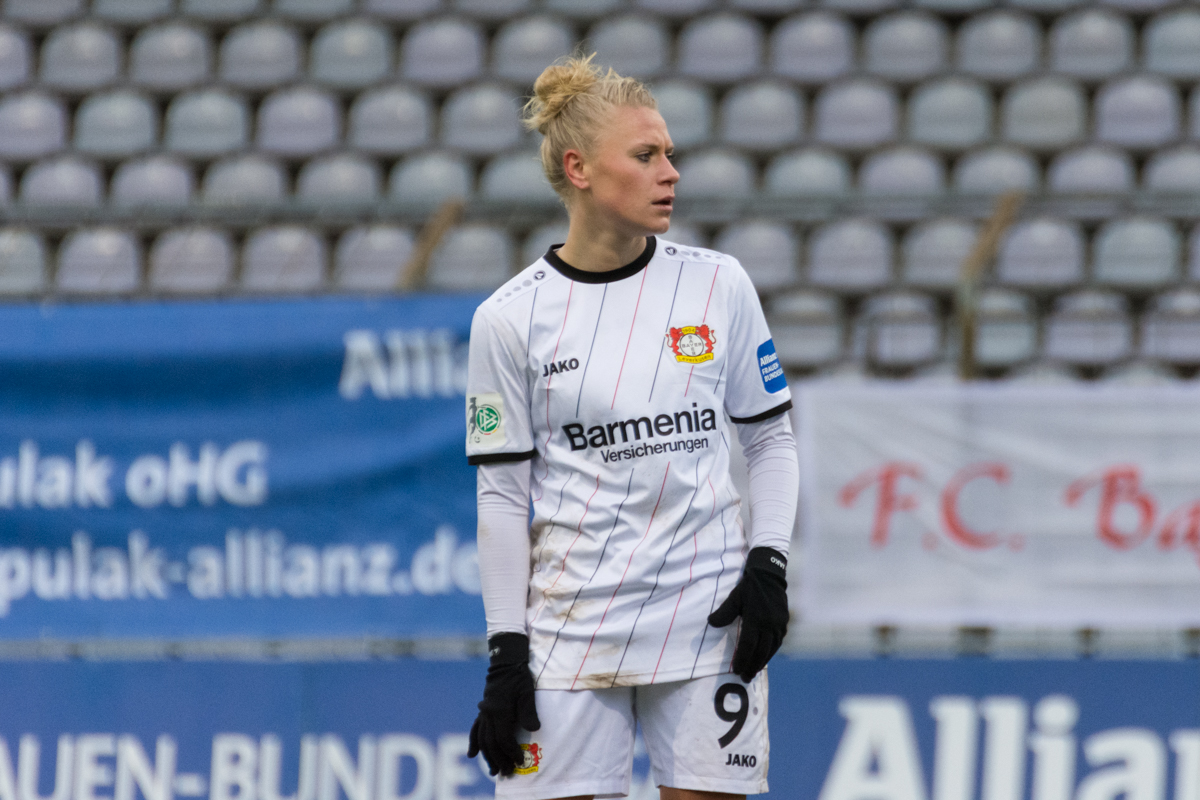
Merle Barth en partido de la Bundesliga ante el Bayern de Munich en diciembre de 2018

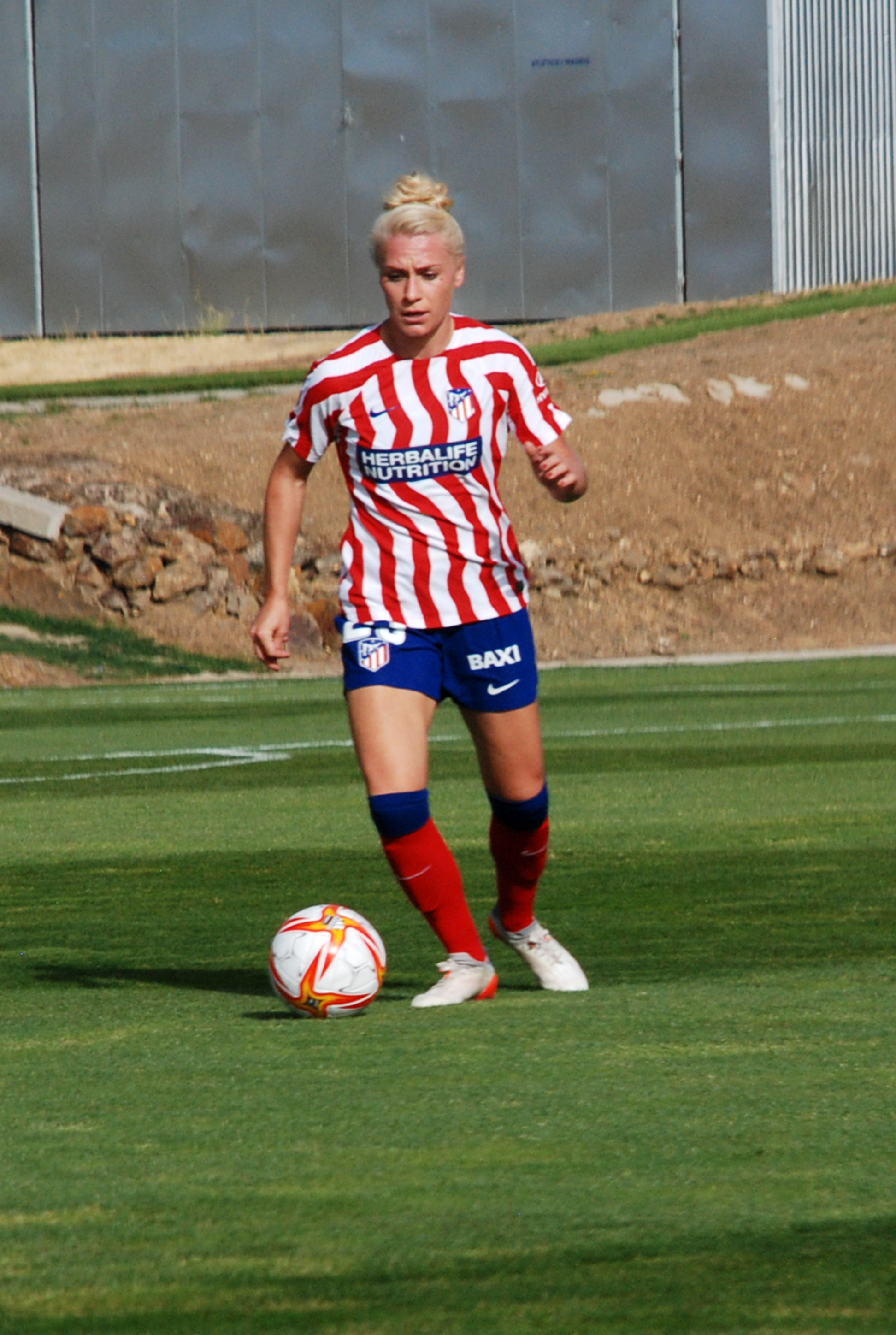
Merle Barth en agosto de 2022

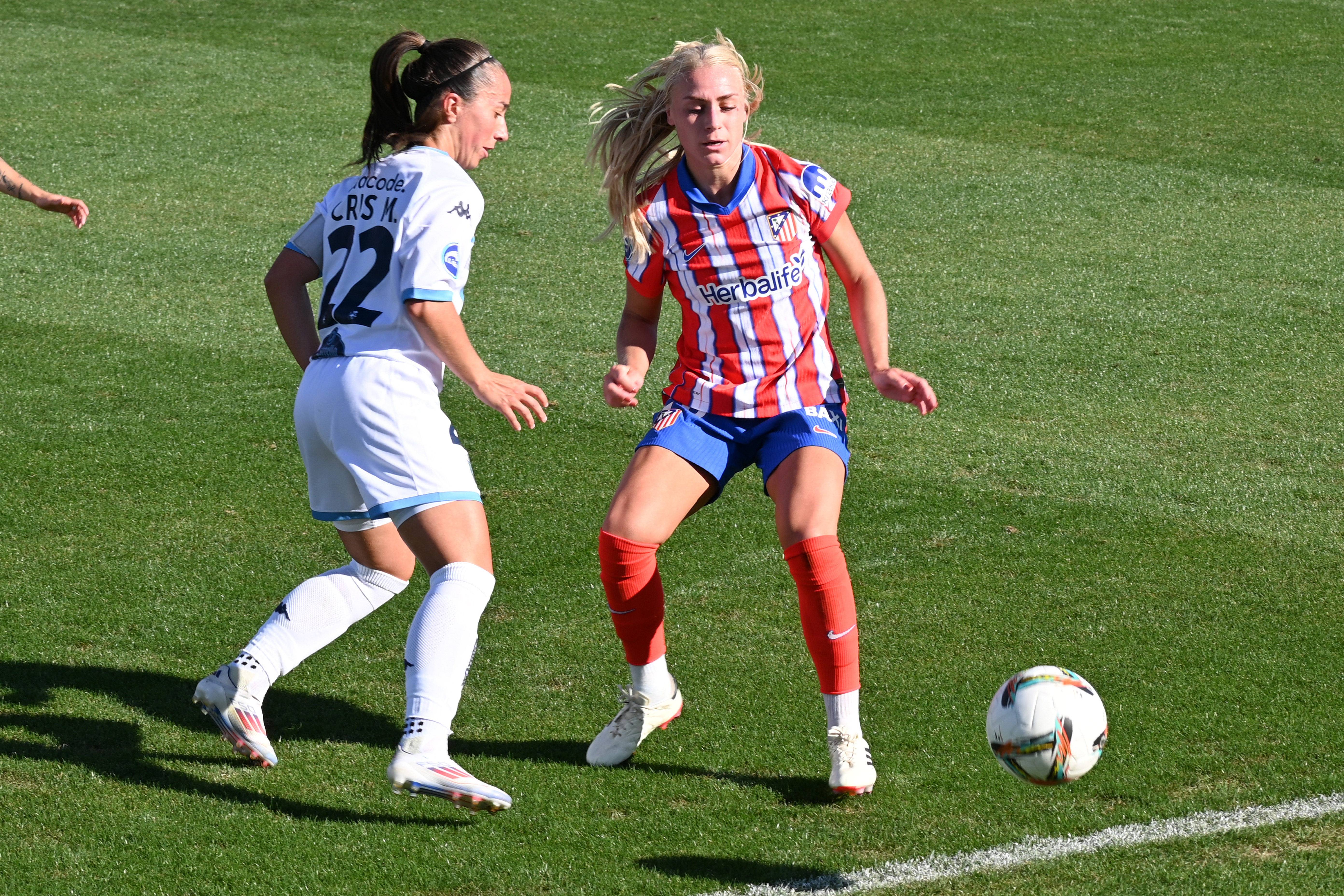
Merle Barth en septiembre de 2024

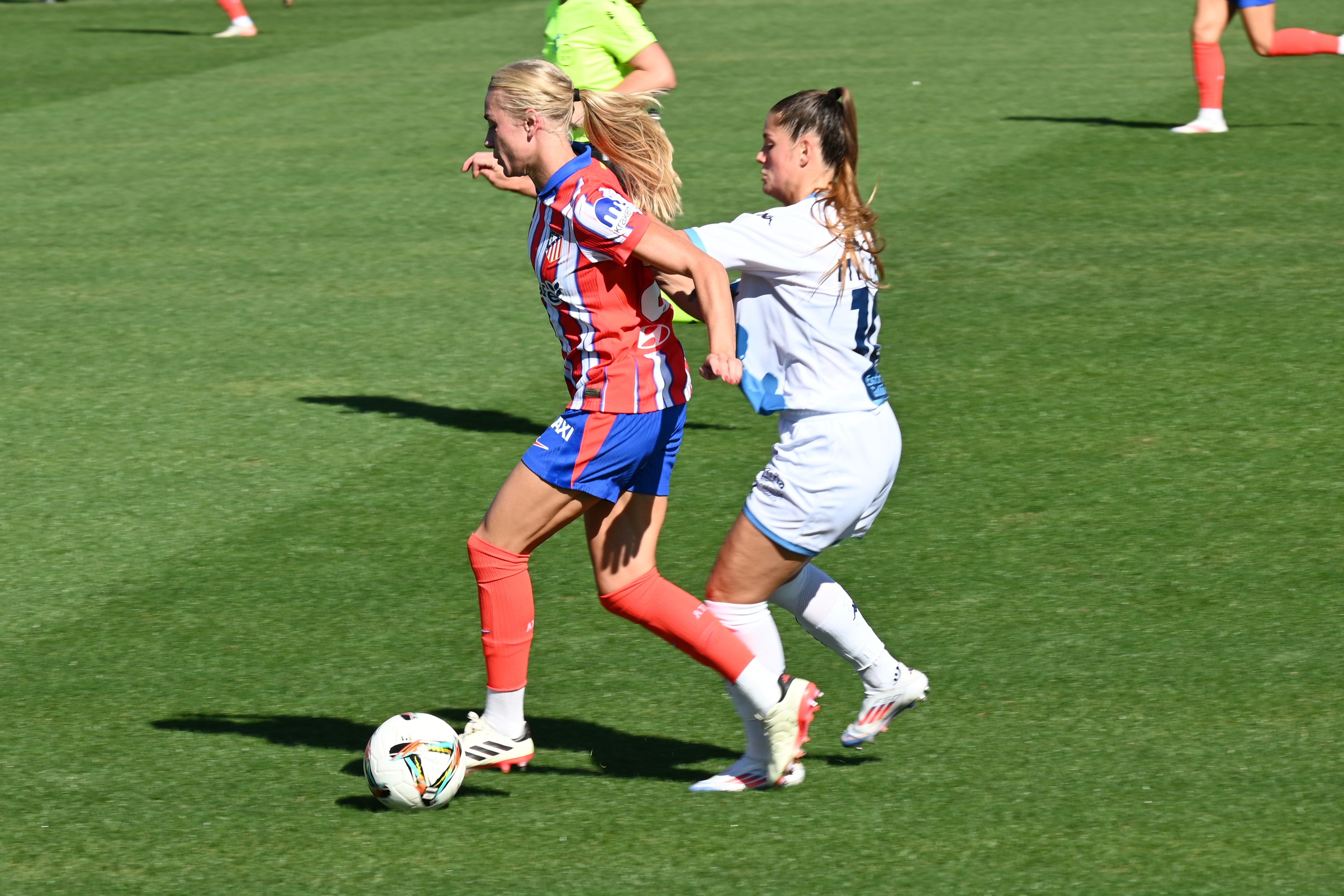
Merle Barth en septiembre de 2024

### Inicios
Merle Barth se incorporó a las categorías juveniles del Bayer Leverkusen en enero de 2009 procedente del SSV Homburg-Nümbrecht . Allí jugó por primera vez en la categoría B-Juniors. Hizo su debut en la Bundesliga contra el FCR 2001 Duisburg el 6 de noviembre de 2010, cuando sustituyó a Kerstin Stein en el minuto 86.
Desde la temporada 2011-12 formó parte de la primera plantilla del Leverkusen. A pesar de su juventud Barth jugó 21 de los 22 partidos de liga y fue titular a partir de la tercera jornada de liga. Quedaron en puestos de descenso, pero el Hamburgo decidió retirar a su equipo de la competición, con lo que permanecieron en la Bundesliga. Debutó en la Copa, en la que fueron eliminadas en la segunda ronda.
En la temporada 2012-13 el club mejoró sus actuaciones bajo las órdenes de Thomas Obliers. Marcó su primer gol en la última jornada de la temporada 2012-13 en el partido contra el VfL Sindelfingen. Quedaron en octava posición en la Bundesliga y Barth participó en 16 encuentros. En la Copa jugó los dos partidos que jugó el Leverkusen, y fueron eliminadas por el Duisburgo en los octavos de final.

### Proyección lastrada por las lesiones
La siguiente temporada quedaron en séptima posición. Jugó 11 partidos, ya que en febrero sufrió la rotura del ligamento cruzado. En la Copa de Alemania cayeron en los octavos de final.
Regresó a los terrenos de juego en febrero de 2015, con lo que alcanzó a jugar 9 partidos de liga, antes de volver a romperse el ligamento cruzado en el último partido de la temporada. Fueron novenas en la Bundesliga. En la Copa volvieron a ser eliminadas en los octavos de final, antes de que Barth regresase de su lesión.
En la temporada 2015-16 se recuperó de su lesión a mitad de temporada y pudo disputar 10 encuentros. El Bayer Leverkusen quedó en décima posición en liga, justo por encima del descenso, aunque con un margen de 8 puntos. En Copa cayeron en los octavos de final, como en las temporadas anteriores, antes de que Barth tuviese el alte.
La  temporada 2016-17 fue la más agridulce de su carrera. Alcanzaron las semifinales de Copa por primera vez, en las que cayeron ante el SC Sand. En la liga jugó 20 partidos y marcó cuatro goles, llegando a ser elegida la mejor jugadora de la jornada 18. Sin embargo, no lograron evitar el descenso a la segunda división. Poco antes de consumarse el descenso Barth se comprometió a permanecer en el club independientemente de si se mantenía la categoría o no.
En la temporada 2017-18 volvió a caer lesionada y sólo pudo jugar 5 partidos de liga y uno de Copa. El equipo logró volver a la Primera División.

### Retorno a la élite
En el año del regreso a la Bundesliga jugó 19 partidos y marcó dos goles. El equipo fue décimo y salvó la categoría por dos puntos. En la Copa alcanzaron los cuartos de final.
En la temporada 2019-20 repitieron el décimo puesto en la clasificación, con los mismos puntos que el noveno y el undécimo, salvando la categoría con muchos apuros. Barth volvió a ser pieza fundamental en el equipo disputando 19 encuentros de liga y tres de Copa, donde volvieron a llegar a semifinales tres años después, donde Barth transformó un penalti, que fue insuficiente para ganar al SGS Essen.
En el verano de 2020, tras ser la capitana del equipo, y disputar 152 partidos con el Leverkusen, Barth fichó por el Turbine Potsdam para reforzar el centro del campo y buscando su amplia experiencia. Con su nuevo club jugó como centrocampista aunque aprovecharon su polivalencia para jugar también de central. En su primera temporada alcanzó el cuarto puesto en la Bundesliga, y los cuartos de final de Copa.
En la temporada 2021-22 repitieron el cuarto puesto en liga, pero el mayor logro fue alcanzar la final de la Copa tras superar a su ex-equipo, el Bayer Leverkusen en la semifinal. En la final perdieron ante el Wolfsburgo.
Permaneció dos temporadas en el Turbine Potsdam, y jugó 49 partidos en total.

### Experiencia internacional
En 2022 fichó por el Atlético de Madrid, club que la definió como «una central rápida e inteligente, con una dilatada experiencia [...] Merle tiene buena salida de balón, es rápida al corte y tiene muy buena calidad técnica para el juego en corto, el cambio de orientación y desplazamiento en largo.» Durante la pretemporada sufrió una fractura de peroné en su pierna derecha. El equipo no fue regular durante la temporada y cambió de técnico, acabando en cuarta posición en liga. En la Copa de la Reina se clasificaron de forma sólida para la final, en la que se enfrentaron al Real Madrid en el Estadio de Butarque de Leganés. El equipo ganó el trofeo en la tanda de penaltis tras remontar un 2-0 adverso en el tiempo de descuento. Barth estuvo lesionada toda la temporada y no jugó.
En la temporada 2023-24 tuvo que volver a ser operada y no le dieron el alta hasta finales del campeonato, sin llegar a disputar ningún minuto. Ese año lograron el objetivo de clasificarse para la Liga de Campeones tras ser terceras en liga.
Tras dos años en blanco por las lesiones, debutó finalmente en el partido de consolación de la Ronda 1 de la Fase Previa de la Liga de Campeones, ejerciendo de capitana y con victoria por 3-0 sobre el Glasgow Rangers. Esa temporada fue nombrada capitana. En el equipo tuvo un rol secundario, acumulando 14 partidos jugados. El Atlético de Madrid, dirigido este año por Víctor Martín, se clasificó para la Liga de Campeones en la última jornada y alcanzó la final de la Copa de la Reina, aunque cayó en la ronda previa de la competición europea y en la semifinal de la Supercopa. Al final de liga se anunció su salida del club.

## Selección nacional
En 2008 participó en unas jornadas de pruebas de jugadoras sub-15.
Barth debutó con la selección sub-17 el 14 de diciembre de 2010 en un amistoso contra Israel. Dos días después marcó su único gol internacional, nuevamente contra Israel. En 2011 participó en el Campeonato de Europa Sub-17 de Nyon donde jugó el partido por el tercer puesto, que Alemania ganó 8-2 a Islandia.
El 21 de noviembre de 2012, hizo su debut con la selección alemana Sub-19 en la victoria por 4-0 en un amistoso contra Suecia, reemplazando a Sarah Romert después del descanso. En abril de 2013 jugó de titular en los tres partidos de la Ronda Élite, a la que Alemania se clasificó sin necesidad de jugar la fase anterior. Ganaron por 2-1 a España, 9-0 a Grecia y 5-0 a la República Checa, y se clasificó con este equipo para el Campeonato Europeo en Gales.
En el Campeonato Europeo debutaron el 19 de agosto derrotando por 5-0 a Noruega. En el segundo partido ganaron por 2-0 a Suecia, y ya clasificadas para las semifinales les bastó empatar a un gol ante Finlandia como primeras de grupo, logrando la clasificación para la siguiente edición del Mundial sub-20. En la semifinal cayeron por 2-1 ante Francia. Barth disputó todos los minutos del campeonato.
Tras un 2013 exitoso donde se asentó en las convocatorias de la selección sub-19, en 2014 no pudo participar en la Copa Mundial Sub-20 al haberse roto el ligamento cruzado anterior.

## Estadísticas

### Clubes
Actualizado al último partido jugado el 18 de mayo de 2025.
| Club                        | Div.                   | Temporada     | Liga  | Liga  | Liga   | Copas nacionales | Copas nacionales | Copas nacionales | Copas internacionales | Copas internacionales | Copas internacionales | Total | Total | Total  | Media goleadora |
| Club                        | Div.                   | Temporada     | Part. | Goles | Asist. | Part.            | Goles            | Asist.           | Part.                 | Goles                 | Asist.                | Part. | Goles | Asist. | Media goleadora |
| --------------------------- | ---------------------- | ------------- | ----- | ----- | ------ | ---------------- | ---------------- | ---------------- | --------------------- | --------------------- | --------------------- | ----- | ----- | ------ | --------------- |
| Bayer Leverkusen · Alemania |                        |               |       |       |        |                  |                  |                  |                       |                       |                       |       |       |        |                 |
| 1.ª                         | 2010-11                | 1             | 0     |       | 0      | 0                |                  | -                | -                     | -                     | 1                     | 0     |       | -      |                 |
| 1.ª                         | 2011-12                | 21            | 0     |       | 1      | 0                |                  | -                | -                     | -                     | 22                    | 0     |       | -      |                 |
| 1.ª                         | 2012-13                | 16            | 1     |       | 2      | 0                |                  | -                | -                     | -                     | 18                    | 1     |       | 0.06   |                 |
| 1.ª                         | 2013-14                | 11            | 0     |       | 2      | 0                |                  | -                | -                     | -                     | 13                    | 0     |       | -      |                 |
| 1.ª                         | 2014-15                | 9             | 0     |       | 0      | 0                |                  | -                | -                     | -                     | 9                     | 0     |       | -      |                 |
| 1.ª                         | 2015-16                | 10            | 1     |       | 0      | 0                |                  | -                | -                     | -                     | 10                    | 1     |       | 0.10   |                 |
| 1.ª                         | 2016-17                | 20            | 4     |       | 5      | 1                |                  | -                | -                     | -                     | 25                    | 5     |       | 0.25   |                 |
| 2.ª                         | 2017-18                | 5             | 2     |       | 0      | 0                |                  | -                | -                     | -                     | 5                     | 2     |       | 0.40   |                 |
| 1.ª                         | 2018-19                | 19            | 2     |       | 2      | 0                |                  | -                | -                     | -                     | 21                    | 2     |       | 0.10   |                 |
| 1.ª                         | 2019-20                | 19            | 0     |       | 3      | 1                |                  | -                | -                     | -                     | 22                    | 1     |       | 0.05   |                 |
| Total Bayer Leverkusen      | Total Bayer Leverkusen | 137           | 10    |       | 15     | 2                |                  |                  |                       |                       | 152                   | 12    |       | 0.08   |                 |
| Turbine Potsdam · Alemania  |                        |               |       |       |        |                  |                  |                  |                       |                       |                       |       |       |        |                 |
| 1.ª                         | 2020-21                | 21            | 0     |       | 3      | 0                |                  | -                | -                     | -                     | 24                    | 0     |       | -      |                 |
| 1.ª                         | 2021-22                | 20            | 0     |       | 5      | 1                |                  | -                | -                     | -                     | 25                    | 1     |       | 0.04   |                 |
| Total Turbine Potsdam       | Total Turbine Potsdam  | 41            | 0     |       | 8      | 1                |                  |                  |                       |                       | 49                    | 1     |       | 0.02   |                 |
| Atlético de Madrid · España | 1.ª                    | 2022-23       | -     | -     | -      | -                | -                | -                | -                     | -                     | -                     | -     | -     | -      | -               |
| Atlético de Madrid · España | 1.ª                    | 2023-24       | -     | -     | -      | -                | -                | -                | -                     | -                     | -                     | -     | -     | -      | -               |
| Atlético de Madrid · España | 1.ª                    | 2024-25       | 11    | 0     | 0      | 2                | 0                | 0                | 1                     | 0                     | 0                     | 14    | 0     | 0      | -               |
| Atlético de Madrid · España | Total club             | Total club    | 11    | 0     | 0      | 2                | 0                | 0                | 1                     | 0                     | 0                     | 14    | 0     | 0      | -               |
| Total carrera               | Total carrera          | Total carrera | 189   | 10    |        | 25               | 3                |                  | 1                     | 0                     | 0                     | 215   | 13    |        | 0.06            |
| 1. 2. 3.                    |                        |               |       |       |        |                  |                  |                  |                       |                       |                       |       |       |        |                 |

### Selección
Actualizado al último partido jugado el 28 de agosto de 2013.
| Selecciones                                                               | Año   | Otros Oficiales(4) | Otros Oficiales(4) | Otros Oficiales(4) | Mundial | Mundial | Mundial | Amistosos | Amistosos | Amistosos | Total | Total | Total  | Media goleadora |
| Selecciones                                                               | Año   | Part.              | Goles              | Asist.             | Part.   | Goles   | Asist.  | Part.     | Goles     | Asist.    | Part. | Goles | Asist. | Media goleadora |
| ------------------------------------------------------------------------- | ----- | ------------------ | ------------------ | ------------------ | ------- | ------- | ------- | --------- | --------- | --------- | ----- | ----- | ------ | --------------- |
| Sub-17                                                                    | 2010  |                    |                    |                    |         |         |         | 2         | 1         |           | 2     | 1     |        | 0.50            |
| Sub-17                                                                    | 2011  | 1                  | 0                  |                    |         |         |         |           |           |           | 1     | 0     |        | -               |
| Sub-17                                                                    | Total | 1                  | 0                  |                    |         |         |         | 2         | 1         |           | 3     | 1     |        | 0.33            |
| Sub-19                                                                    | 2012  |                    |                    |                    |         |         |         | 1         | 0         |           | 1     | 0     |        | -               |
| Sub-19                                                                    | 2013  | 7                  | 0                  | 0                  |         |         |         | 4         | 0         |           | 11    | 0     |        | -               |
| Sub-19                                                                    | Total | 7                  | 0                  | 0                  |         |         |         | 5         | 0         |           | 12    | 0     |        | -               |
| (4) Se incluyen Eurocopas. No incluye Algarve Cup o Copa de las Naciones. |       |                    |                    |                    |         |         |         |           |           |           |       |       |        |                 |

#### Participaciones en Eurocopas
| Competición         | Categoría | Sede  | Resultado     | Partidos | Goles |
| ------------------- | --------- | ----- | ------------- | -------- | ----- |
| Europeo Sub-17 2011 | Sub-17    | Suiza | Tercer puesto | 1        | 0     |
| Europeo Sub-19 2013 | Sub-19    | Gales | Semifinalista | 4        | 0     |
| Total               | –         | –     | –             | 5        | 0     |

## Palmarés

### Campeonatos nacionales
| Título           | Club               | País   | Año     |
| ---------------- | ------------------ | ------ | ------- |
| Copa de la Reina | Atlético de Madrid | España | 2022-23 |

## Vida privada
Durante su lesión en 2014 compaginó su rehabilitación con un trabajo de banca.